# China Crisis
China Crisis es un grupo inglés de música pop, formado por Gary Daly (voz, teclista, bajista) y Edmund Lundon (voz, guitarrista y teclista), los dos originarios de Kirkby (Merseyside). A lo largo de su existencia han sido acompañados por otros músicos, pero su núcleo siempre ha sido el dúo Daly/Lundon.
Su estilo musical es cercano a la new wave, con letras que ocasionalmente incluían comentarios sociopolíticos. Sus canciones más conocidas son "Christian", "Wishful thinking" y "Black Man Ray", aparecidas entre 1982 y 1985.
Durante la gira de reunión de OMD, también de Liverpool, China Crisis hicieron de teloneros.

## Biografía

### Inicios
Daly y Lundon se conocían desde su época escolar, en que ya estaban influenciados por el glam-rock de David Bowie, el funk de Stevie Wonder y la experimentación electrónica de Brian Eno. Después de participar en varias bandas locales e insatisfechos con los resultados, decidieron formar su propio grupo, centrándose en los instrumentos electrónicos; Daly y Lundon compusieron sus primeras canciones con un magnetófono, una caja de ritmos y varios teclados. Poco después conocieron al batería Dave Reilly (que poseía un kit de batería electrónica) y lo invitaron a formar parte del grupo.

### Primeros sencillos y primer disco
Con esta formación editaron sus dos primeros sencillos, "African and White" en 1981 (con una letra que denunciaba los prejuicios racistas) y, el 1982, "Scream down at me", que mostraba un sonido más duro y electrónico. Los dos lanzamientos aparecieron en el sello discográfico independiente "Inevitable Records", también de Liverpool. A pesar de que ninguno de estos sencillos tuvo un impacto considerable, atrajeron la atención de Virgin Records, que reeditó "African and White" en una versión especial remezclada; en esta ocasión el sencillo subió al número 45 británico. Poco después apareció su primer álbum, "Difficult Shapes & Passive Rhythms, Some People Think It's Fun To Entertain", también en sello Virgin Records, un disco ecléctico donde el trío mostraba sus diversas influencias (funk, reggae, incluso New Age), y que les dio su primer gran éxito: la balada "Christian", que llegó al número 12 de las listas británicas mientras hacían una gira como teloneros del grupo Simple Minds.

### Etapa clásica
Ya antes de la edición de su sencillo "Christian" el percusionista David Reilly había dejado el grupo; Daly y Lundon lo sustituyeron con una sección rítmica completa, el bajista Gary "Gazza" Johnson y el batería Kevin Wilkinson. Con esta formación China Crisis editaron en 1983 una serie de singles ("Tragedy and Mystery", "Working with Fire and Steel"; los dos fueron éxitos moderados en el Reino Unido, si bien el segundo llegó al número 27 de las listas dance norteamericanas) y su segundo disco, "Working with Fire and Steel - Posible Pop Songs Volume Two". El álbum, en el cual China Crisis experimentaron con nuevas sonoridades (saxófono, oboe e incluso arreglos orquestales), mejoró los resultados de su disco de debut, preparando su gran éxito: el sencillo "Wishful Thinking", editado en enero de 1984; "Wishful Thinking" consiguió llegar al número 9 británico, al top 20 alemán y fue considerablemente popular en Suecia.
El 1985 China Crisis continuaron con su racha de éxitos, con dos sencillos en el Top 10 británico ("Black Man Ray" y "King in a Catholic Style") y un nuevo álbum, "Flaunt the Imperfection", producido por Walter Becker (exmiembro de Steely Dan, otra de las grandes influencias de China Crisis). la gira posterior de presentación, China Crisis contaron con el apoyo de Brian McNeil a los teclados, que posteriormente se integraría a la disciplina del grupo. También en esta época China Crisis editaron una recopilación de vídeoclips llamada "Showbiz Absurd".

### Acontecimientos diversos
En 1986 y 1989 China Crisis editaron dos nuevos discos, "What Price Paradise" y "Diary of a Hollow Horse" (este último, producido nuevamente por Walter Becker). Los dos tuvieron más éxito entre la crítica que en el ámbito comercial; esta tendencia continuó con su disco de 1994, "Warped by Success". Un año más tarde, China Crisis editaron un disco acústico en concierto, "Acoustically Yours". Después de este lanzamiento, las actividades del grupo quedaron en suspenso. En 1999, después de haber colaborado con varios artistas, Kevin Wilkinson se suicidó a la edad de 41 años.
Gary Daly formó un nuevo grupo, Muddyhead, con el cual editó el disco Land and Sea en 2005, el mismo año en qué China Crisis se reunieron para hacer un concierto en Liverpool.
En 2007 la banda se volvió a reunir para una gira británica que duró entre enero y febrero; en 2008 actuaron como teloneros de OMD. De cara al 2009 hay una serie de actuaciones previstas, para recaudar fondos para la fundación "The Friends of Meons Park".